# 紹瑟德 (密蘇里州)
紹瑟德（英語：Southard）是位於美國密蘇里州拉克利德縣的非建制地區。

## 歷史
紹瑟德的郵局於1906年設立，其後於1939年停運。

## 地理
紹瑟德所處的海拔為高於海平面358米（即1175英呎），而該地所採用的時區為UTC-6，即北美中部時區（CST）。同時該地設有夏令時間，為UTC-6調快一小時，即UTC-5（CDT）。